# Arab Muhammad Kan
Arab Muhammad Kan (uzbeko: Arab Muhammadxon; ?-1621, Jiva) fue el undécimo representante de la dinastía uzbeka Arabshahid, que gobernó en el estado de Corasmia (kanato de Jiva) en 1602-1621.

## Primeros años
Arab Muhammad Kan era hijo de Hajim Muhammad Kan y descendiente del gobernante del kanato uzbeko, Yadgar Kan.

## Llegada al poder
Arab Muhammad Kan llegó al poder tras la muerte de su padre Hajji Muhammad Kan en 1602. Gobernó hasta 1621. Durante su reinado consiguió éxitos contra los cosacos, que comenzaron a realizar incursiones de saqueo en Corasmia. Al principio de su reinado, Urgench fue capturada por los cosacos de Nechay Starynskiy, pero no pudieron abandonar la ciudad porque no tenían caballos. Arab Muhammad reunió un ejército y los sitió en la ciudad e inició las negociaciones con los cosacos. Finalmente juró que dejaría ir a los cosacos con vida y les daría caballos. En cuanto salieron de la ciudad, dio órdenes de masacrarlos.
Arab Muhammad Kan consiguió derrotar a los calmucos que habían atacado Corasmia.

## Política exterior
En 1616, Arab Muhammad Kan envió un embajador, Hodja Yusuf, a Moscú.

## Política cultural
En 1616, en Jiva, Arab Muhammad Kan construyó una nueva madraza de una planta de ladrillo quemado para conmemorar el hecho de que Jiva se convirtiera en la capital de Corasmia en lugar de Kunya-Urgench.

## Muerte
Hacia el final del reinado de Arab Muhammad Kan, Corasmia volvió a sufrir una aguda crisis política. Arab Muhammad Kan fue asesinado en 1621 y en Corasmia hubo un período de reinado de sus dos hijos Habash Sultán e Ilbars Sultán hasta que en 1623 otro hijo Arab Muhammad Kan, Isfendiar Kan, tomó el poder. Su hijo menor, Afghan Muhammad, huyó a Rusia, donde murió en la ciudad de Kasimov en 1648.